# جورج او گور، دوم
جورج او گور، دوم (انگلیسی: George O. Gore II؛ زادهٔ ۱۵ دسامبر ۱۹۸۲) یک هنرپیشه، و کارگردان اهل ایالات متحده آمریکا است. وی از سال ۱۹۹۱ میلادی تاکنون مشغول فعالیت بوده‌است.
از فیلم‌ها یا برنامه‌های تلویزیونی که وی در آن نقش داشته است می‌توان به وکیل مدافع شیطان و زنبور عسل اشاره کرد.